# Olympia Eisstadion Innsbruck

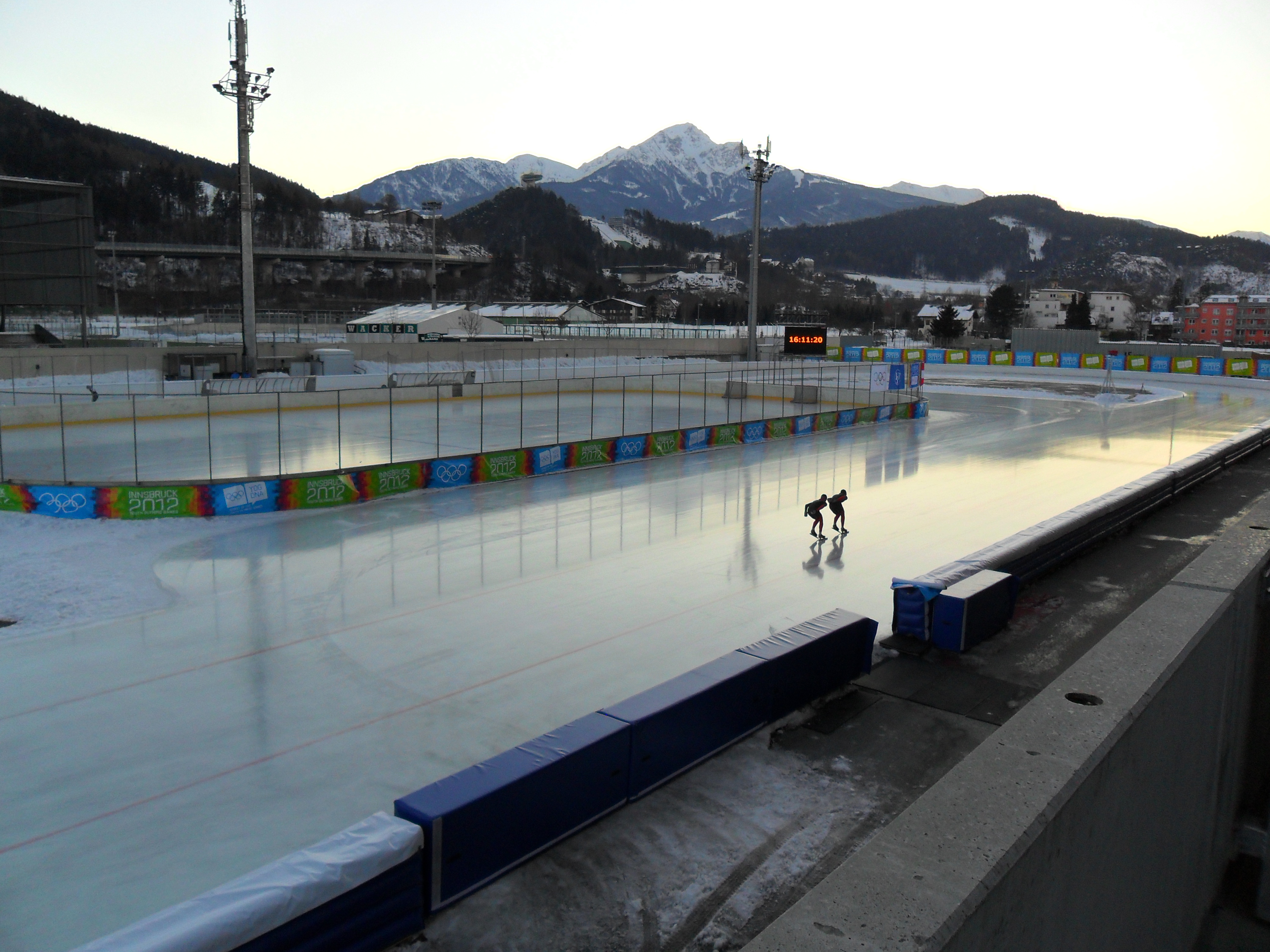
Anlage im Jahr 2012

Das Olympia Eisstadion Innsbruck ist das olympische Eisstadion für den Eisschnelllauf in Innsbruck.
Die 1963 eingeweihte Anlage wurde für die Olympischen Winterspiele 1964 erbaut. Sie wurde auch für die Spiele von 1976 verwendet. Die Eisfläche betrug 10.760 m² und verfügte über einen Schnelllaufring von 400 × 14 Metern.
Die Eisschnelllaufbahn hat heute eine Länge von 400 Metern bei einer Breite von 12 Metern. Die Kunsteisfläche der Schnelllaufbahn ist 4.770 m² groß.